# Bachelor of Business Administration
Bachelor of Business Administration (afkorting: BBA) is een graad in het hoger onderwijs. Deze graad komt overeen met de Nederlandse titel baccalaureus (bc.). Sinds de invoering van de bachelor-masterstructuur worden aan in Nederland afgeronde hbo-opleidingen (naast de bestaande titels bc. en ing.) ook de internationaal erkende 'Bachelor-degrees' toegekend.
De opleiding is inhoudelijk gericht op management, organisatie en bedrijfseconomie.
Na het behalen van de graad kan (na een eenjarig schakelprogramma) worden doorgestudeerd voor de initiële graad Master of Science in Business Administration (MScBA). Sommige afgestudeerden van een BBA-opleiding gaan meer voor de postinitiële studie Master of Business Administration (MBA), echter voor het behalen van een MBA graad is geen BBA noodzakelijk. Toelating tot zo'n MBA-opleiding vindt veelal plaats na selectie op grond van ervaring en minder vanwege de vooropleiding. 

## Opleidingen die recht geven op de graad BBA
De graad Bachelor of Business Administration kan worden verkregen door het afronden van (onder meer) de volgende hbo-opleidingen:
- Accountancy
- Bedrijfseconomie
- Bedrijfskunde
- Bestuurskunde & Overheidsmanagement (ook wel Bachelor of Public Management (BPM) genoemd)
- Bedrijfskundige Informatica
- Business Management
- Commerciële Economie
- Commercieel Management
- Communicatie Management
- Economie
- Facility Management
- Fashion Business (TMO Fashion Business School - Doorn)
- Financial Services Management
- Food & Business
- Finance, Tax & Advice
- Hogere Hotelschool
- Hogere managementopleiding voor de mobiliteitsbranche (IVA-Driebergen)
- Hoger Toeristisch en Recreatief Onderwijs
- Integrale Veiligheidskunde (IVK)
- International Business Administration
- International Business and Languages
- International Business and Management Studies
- International Office Management
- Logistiek&Economie
- Management, Economie en Recht
- Management Toerisme
- People and Business Management
- Security Management
- Small Business and Retail Management
- Trade Management gericht op Azië / Trade Management aimed at Asia
- Hoger Toeristisch en Recreatief Onderwijs
- Vrije Tijd Management
- Media en Entertainment Management
- Vastgoed&Makelaardij
- Handelswetenschappen of Business Administration (België)

De Bachelorgraad (B.) wordt (eventueel met afstudeerrichting) achter de naam geplaatst (zoals: J. Jansen B. of J. Jansen BBA)